# پروین مومند
پروین مومند (زاده: ۱۳۴۴ ولسوالی کامه، ولایت ننگرهار) سیاست‌مدار افغانستانی و نماینده مردم کوچی در دوره پانزدهم مجلس نمایندگان افغانستان است.

## زندگی‌نامه
پروین مومند متولد ۱۳۴۴ از ولسوالی کامه ولایت ننگرهار افغانستان است. وی دارای مدرک تحصیلی لیسانس خبرنگاری (۱۳۶۹) و ماستر/فوق لیسانس زبان و ادبیات پشتو از دپارتمانت دانشگاه کابل است.

## دیگر فعالیت‌ها
- مدیر مسئول مجله کیږدۍ.[۱]
- خبرنگار رادیو صدای آمریکا.[۱]
- گوینده تلویزیون ملی.[۱]
- عضو کمیسیون تدقیق قانون اساسی.[۱]